# Фенилаланин
Амино киселина Фенилаланин може се наћи у два енатиомерна облика, D- и L-. Име добија од хемијске структуре која има фенил групу уместо атома водоника у бочном ланцу аланина. Због фенил групе, фенилаланин је ароматично једињење.  На собној температури фенилаланин је бели прах. L-Фенилаланин је електро-неутрална амино киселина, и једна од двадесет амино киселина који се користе у биохемији при формирању протеина. Његов енантиомер D-фенилаланин се може синтетисати, у лабораторији.
L-фенилаланин се једна од основних (есенцијалних) амино киселина. L-Фенилаланин се може претворити у L-тирозин, који је такође једна од двадесет есенцијалних амино киселина. L-тирозин се може претворити у L-DOPA, односно норепинефрин и епинефрин. D-фенилаланин се може претворити само у фенилетиламин.
Генетички поремећај Фенилкетонурија је немогућност организма услед недостатка ензима да метаболизује фенилаланин.
Фенилаланин је један од састојака аспартама, заслађивач који се често користи у исхрани и прехрамбеној индустрији (нарочито је један од главних састојака газираних напитака као и главни састојак жвакаће гуме). Услед фенилкетонурије, производи који садрже аспартам, у САД морају да имају налепницу упозорења којим се потрошач обавештава о присуству фенилаланина.
Фенилаланин користи канале активног транспорта као и амино киселина триптофан при преласку из крвотока у мозак, и у великим количинама има ефекат на продукцију серотонина. Превелика количина фенилаланина претвара амино киселину у неуротоксин и као такав може да доведе неуроне до пробуђеног стања, који као такви могу водити до ћелијске смрти. Поремећаји у понашању као и емотивни поремећаји могу бити такође узрок акумулације фенилаланина.
| Биосинтетички путеви за катехоламине и траг амине у људском мозгу L-Фенилаланин примарни · пут мање · заступљени · пут Код људи, катехоламини и фенетиламинергички траг амини су изведени из аминокиселине L-фенилаланин. |